# Musée national de Gyeongju
Le musée national de Gyeongju est un musée fondé en 1945, dédié au royaume de Silla et situé à Gyeongju, en Corée du Sud.

Œuvres exposées
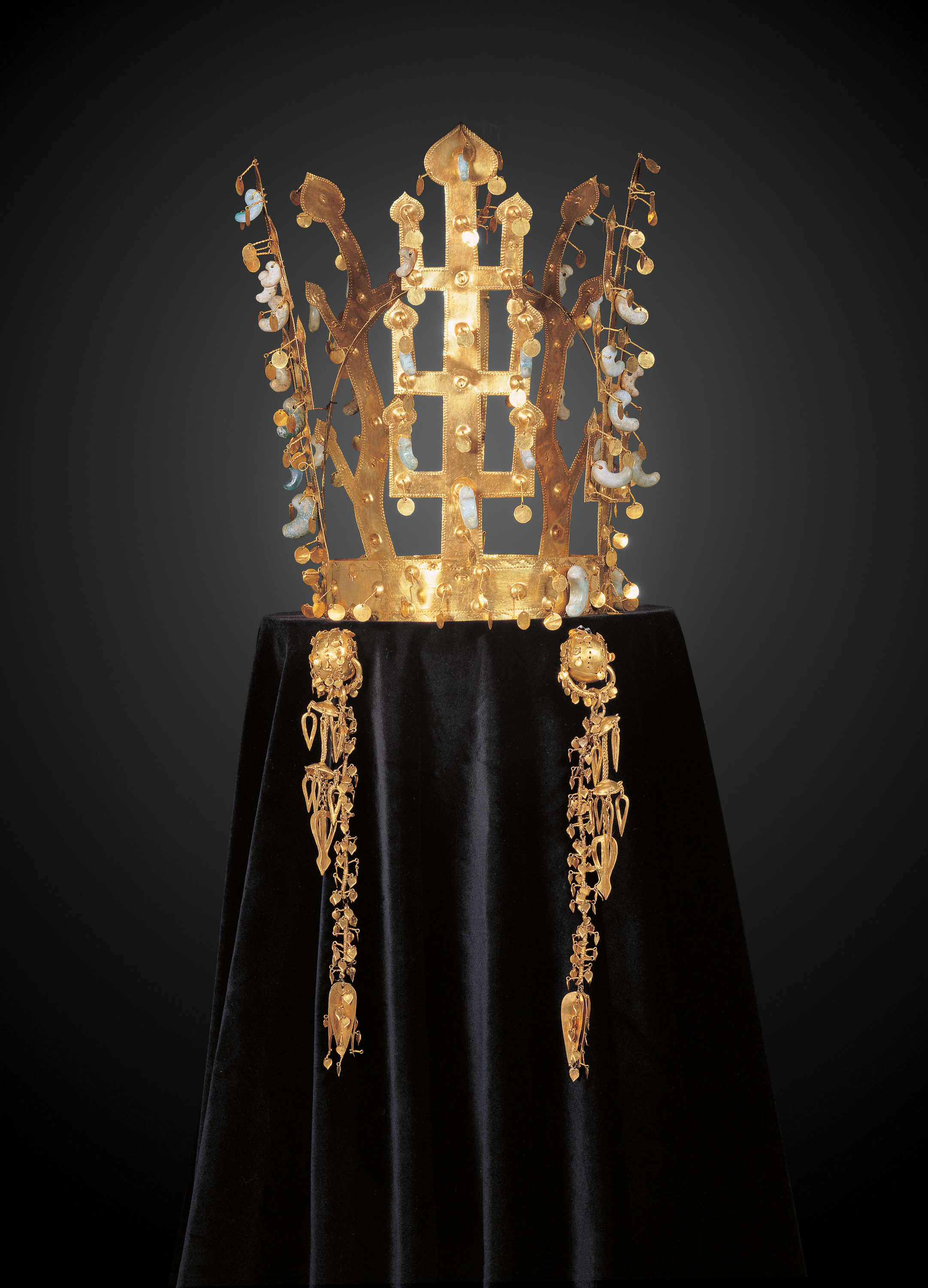
Une des couronnes royales de Silla, exposée au musée.
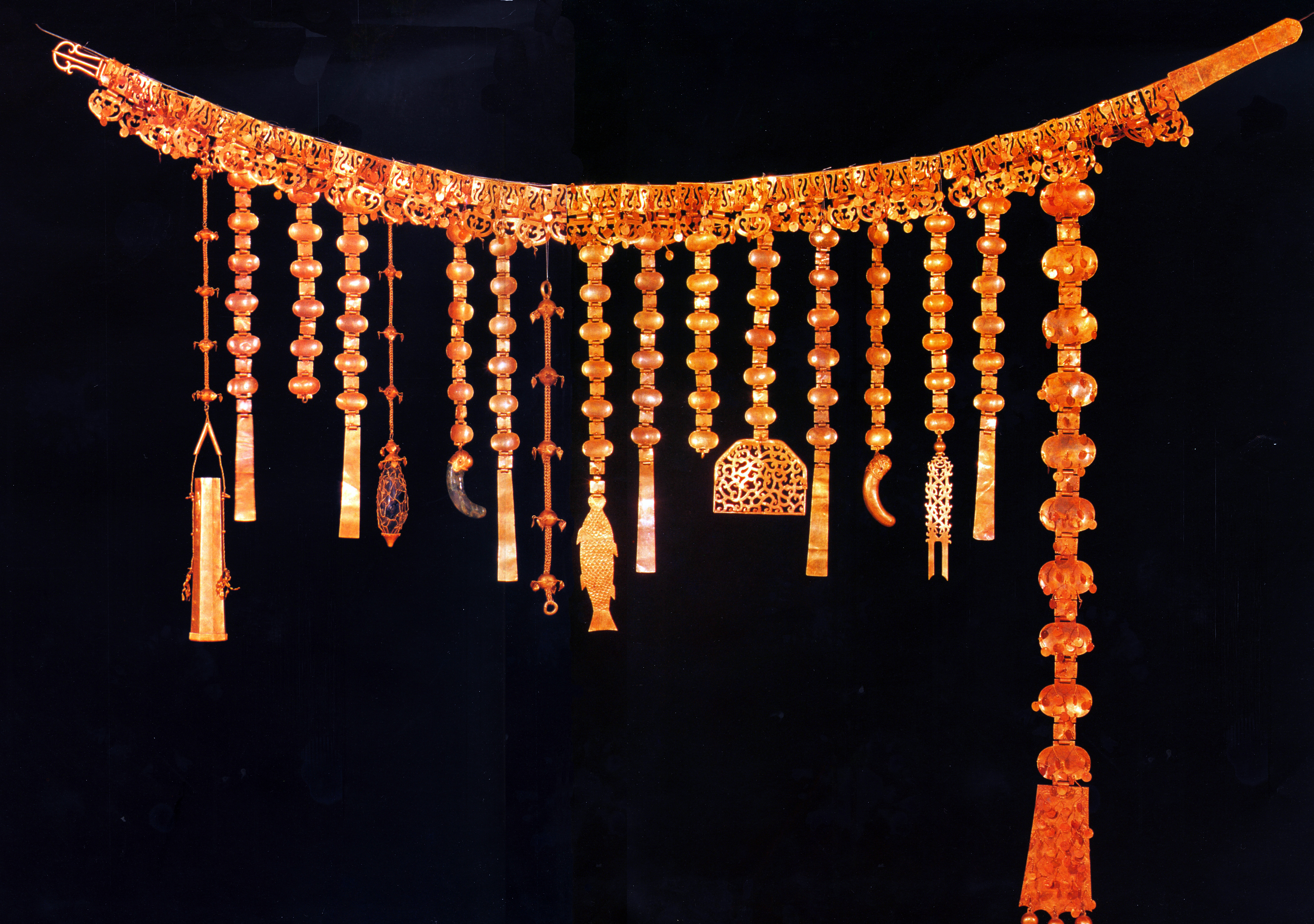
Ceinture et pendentifs en or de la tombe de la couronne en or
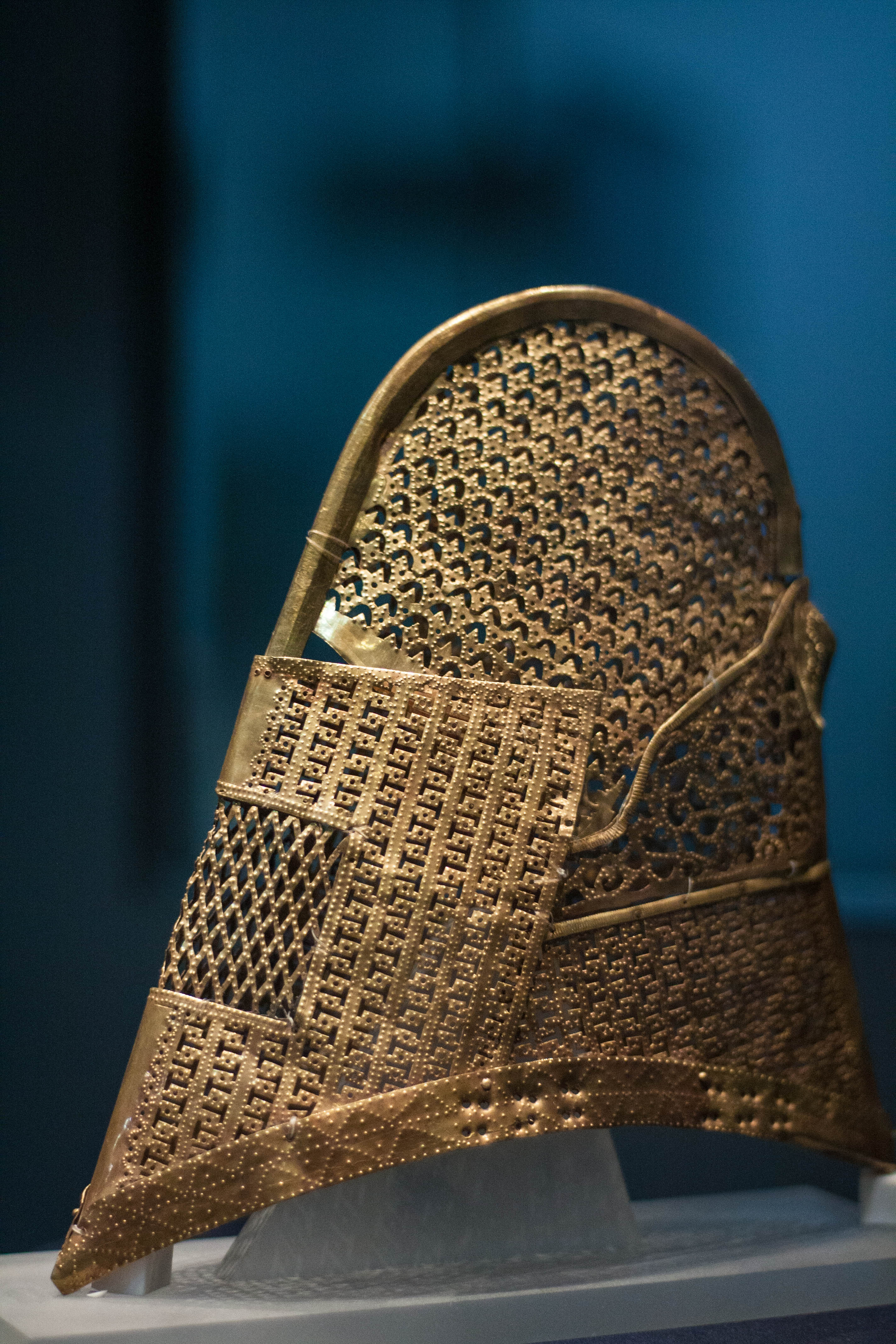
Coiffe dorée de la tombe du Cheval céleste